# Lissourgues
Le Lissourgues est un ruisseau du département Lot, en France et un affluent du Lot donc sous-affluent de la Garonne.

## Géographie
De 10,5 km de longueur, le Lissourgues prend sa source commune de Carnac-Rouffiac et se jette dans le Lot à Bélaye.

## Département et communes traversées
- Lot : Carnac-Rouffiac, Anglars-Juillac, Albas, Bélaye.

## Principaux affluents
- Ruisseau de Baudenque, 4,5 km
- Ruisseau des Albenquats, 3 km